# Modistas
Os modistas (também chamados modistae ou gramáticos especulativos) foram os membros de uma escola de filosofia gramatical conhecida como Modismo, ativa no norte da França, Alemanha, Grã-Bretanha e Dinamarca nos séculos XIII e XIV. Sua influência foi muito menos sentida na parte sul da Europa, onde a tradição de oposição da assim chamada "gramática pedagógica" nunca perdeu sua preponderância.

## História
Guilherme de Conches, Pedro Elias e Ralf de Beauvais, também referidos como "gramáticos especulativos" precedem o próprio movimento modista.
A filosofia modista foi primeiro desenvolvida por Martinho de Dácia (morto em 1304) e seus colegas em meados do século XIII, embora fosse se elevar à proeminência somente após sua sistematização por Tomás de Erfurt décadas depois em seu tratado De modis significandi seu grammatica speculativa, provavelmente escrito na primeira década do século XIV. Até o início do século XII, assumia-se que esta obra era de autoria de João Duns Escoto. Amplamente reproduzida e comentada na Idade Média, permanece como o livro-texto mais completo da gramática especulativa modista. A autoria equivocada surgiu da afinidade natural da gramática especulativa de Erfurt com a metafísica de Escoto.

## Teoria dos modos
A filosofia dos modistas, conforme indicado pelo seu nome, foi baseada sobre uma teoria dos "modos" de significar na linguagem que era tripartida: modos de ser (modi esssendi), modos de entender (modi intelligendi) e modos de significar (modi significandi). Para os modistas, as várias partes do discurso foram vistas como representando a realidade em termos desses modos. Os modi essendi são objetivamente qualidades existentes num objeto de entendimento; os modi intelligendi, os meios de entendimento para representar os modi esssendi; e os modi significandi, meios da gramática para representar os modi intelligendi na linguagem. Isso corresponde à teoria semântica tripartida de Aristóteles das palavras representando conceitos que representam objetos.
Opondo-se ao nominalismo, eles afirmavam que a análise da gramática da língua ordinária era a chave para a metafísica. Para os modistas, as formas gramaticais, os modi significandi dos verbos, substantivos e adjetivos compreendem a profunda estrutura ontológica da linguagem, que objetivamente reflete a realidade. Sua obra predisse o conceito de gramática universal, sugerindo que as regras gramaticais universais podem ser extraídas de todas as línguas vivas. Roger Bacon pode ter dado a inspiração do movimento com sua observação de que todas as línguas são construídas sobre uma gramática comum, um fundamento compartilhado de estruturas linguísticas ancoradas ontologicamente. Ele argumentava que a gramática é substancialmente a mesma em todas as línguas, ainda que possa sofrer variações acidentais entre as línguas.

## Influências
Há paralelos entre a gramática especulativa e fenomenologia, um fato que foi captado cedo por Martin Heidegger, que escreveu seu primeiro livro Die Kategorien-und Bedeutungslehre des Duns Scotus, sobre o tratado de Tomás de Erfurt (àquela época, erroneamente atribuído a Duns Escoto).

## Modistas
- Martinho de Dácia, De modis significandi (após 1255)
- Boécio de Dácia, De modis significandi sive Quaestiones super Priscianum majorem (c. 1270)
- João de Dácia, Summa grammatica (1280).
- Simão de Dácia, Domus gramaticae (1255-1270).
- Rodolfo Brito, Quaestiones super Priscianum minore (c. 1300)
- Tomás de Erfurt, Tractatus de modis significandi seu grammatica speculativa (antes de 1310)
- Siger de Courtrai, Summa modorum significandi (1320).